# Wettergott von Nerik
Der Wettergott von Nerik ist eine hethitische Wettergottheit, die ihren Hauptverehrungsort in der hethitischen Stadt Nerik hatte, deren Kult für zweihundert Jahre aber nach Kaštama und Takupša verlegt wurde, als die Hethiter Nerik an die Kaškäer verloren hatten. Er war auch unter den Namen Nerak oder Nerikkil bekannt.
Wettergötter waren im alten Anatolien die Herren des Himmels und der Berge. Sie schickten Donner, Blitz, Wolken und Regen ebenso wie Stürme. Er war ein Wettergott der jüngeren Generation, der hauptsächlich als Regenspender und somit als Vegetationsgottheit diente.
Im offiziellen Staatspantheon galt der Wettergott von Nerik als Sohn des Wettergottes von Ḫatti und der Sonnengöttin von Arinna. Allerdings galt er in seiner Kultstadt Nerik nicht als Sohn des obersten hethitischen Götterpaares, sondern als Sohn des hattischen Gottes Šulinkatte und der Sonnengöttin der Erde.
Als Geliebte des Wettergottes von Nerik galt die Göttin Tešimi, die Herrin des Palastes. Während Trockenzeiten, im Herbst oder nach der Ernte schlief der Wettergott von Nerik im Schoß der Tešimi. Tešimi galt in Nerik allerdings auch als Geliebte des Gottes Telipinu.
Nach der Rückkehr des Wettergottes von Nerik aus dem Exil in Kaštama wurde das Bildnis des Wettergottes in seinem Tempel in Nerik zusammen mit dem Bildnis der Göttin Zašḫapuna, der Stadtgöttin von Kaštama, verehrt. Das muss aber nicht zwingend heißen, dass die beiden Gottheiten ein Paar bildeten, denn hatte der Wettergott von Nerik bereits die Göttin Tešimi als Geliebte, so hatte auch Zašḫapuna bereits einen Partner. Dieser war der Berggott Zaliyanu.